# Xã Whiteville, Quận Cleveland, Arkansas
Xã Whiteville (tiếng Anh: Whiteville Township) là một xã thuộc quận Cleveland, tiểu bang Arkansas, Hoa Kỳ. Năm 2010, dân số của xã này là 957 người.